# Majoran
Der Majoran (Origanum majorana; österreichisches Hochdeutsch: [ˈmajoran]; bundesdeutsches Hochdeutsch: [ˈmaːjoraːn] oder [ˈmaːjoran]) ist eine Pflanzenart, die zur Gattung Dost der Familie der Lippenblütler (Lamiaceae) gehört. Die Wildform stammt aus Kleinasien (Zypern und Türkei), während Origanum hortensis die Gartenform ist. Er ist eine wichtige Gewürzpflanze, die – nach ihrem häufigsten Verwendungszweck – auch Wurstkraut heißt. Andere volkstümliche Namen für Majoran sind Badkraut, Bratekräutche, Bratenkräutel, Gartenmajoran, Kuchelkraut, Kuttelkraut, Mairan, Meiran, Mairalkraut, Mairon, Miran, Mussärol. Zur gleichen Gattung Dost (Origanum) gehört der ebenfalls in der Küche verwendete (Echte) Dost oder Oregano.

## Beschreibung

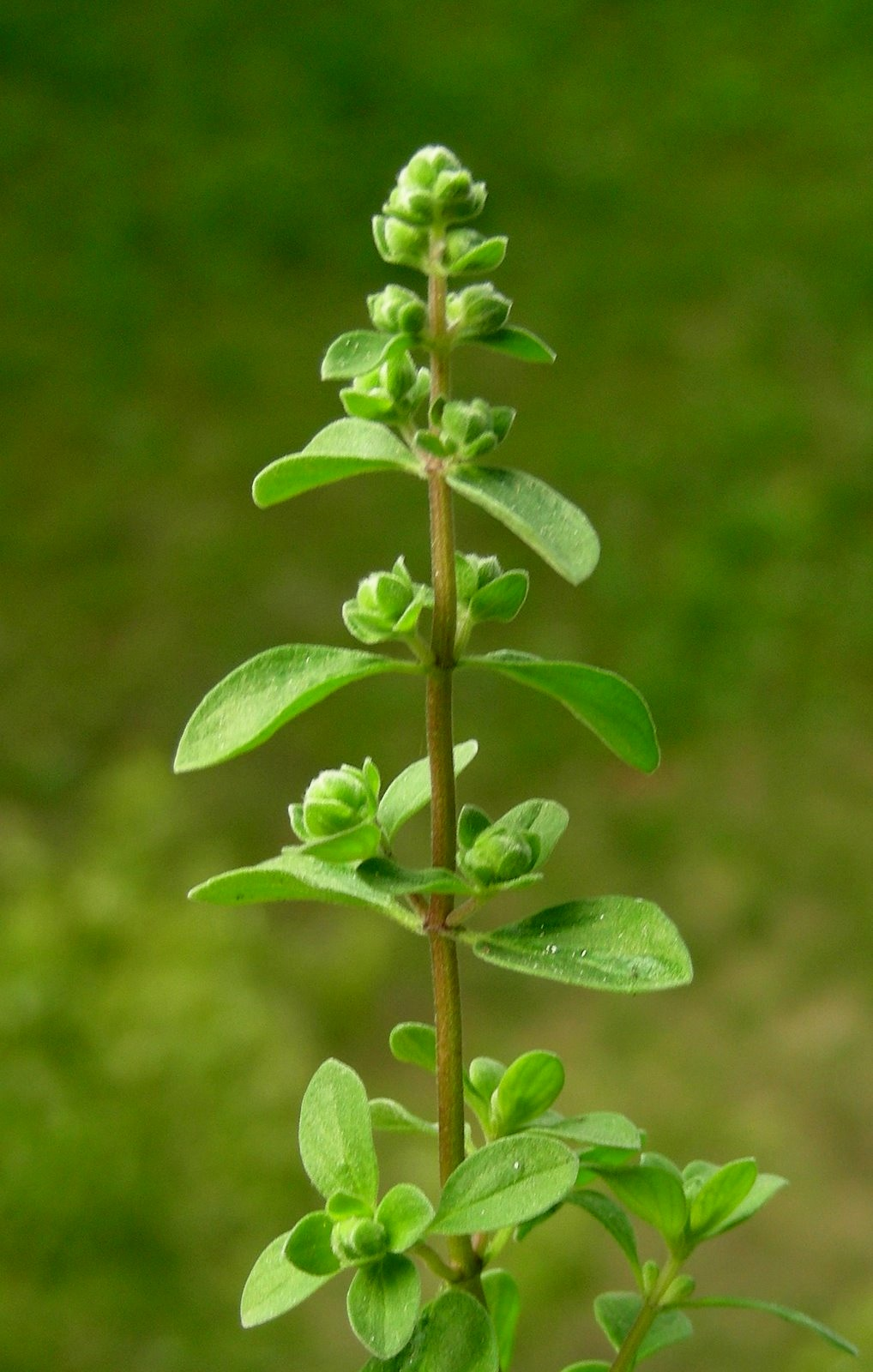
Knospige Blütenstände und gegenständige Laubblätter

Der Majoran wächst als ausdauernde krautige Pflanze bis Halbstrauch, erreicht Wuchshöhen von bis zu 80 Zentimeter und wird oft wie eine einjährige Pflanze kultiviert. Pflanzenteile sind häufig grau behaart. Die gegenständigen Laubblätter sind in Blattstiel und Blattspreite gegliedert. Die längliche bis fast kreisförmige, einfache Blattspreite ist bis zu 2,5 × 2,5 Zentimeter groß mit gräulich-weißen kurzen, angedrückten Haaren (Trichomen).
In kompakten, fast kugeligen oder vierkantigen, ährigen, etwa 6 × 4 Millimeter großen Blütenständen sitzen viele Blüten und Hochblätter. Die breit verkehrt-eiförmigen und oben abgerundeten Hochblätter sind gräulich-weiß und drüsig gepunktet. Die zwittrigen, zygomorphen Blüten sind fünfzählig mit doppeltem Perianth. Der 2 × 1,5 Millimeter große Kelch ist flaumig behaart und drüsig gepunktet. Die weiße Krone ist 3 bis 7 Millimeter groß und zweilippig. Die Unterlippe ist dreilappig. Die Blütezeit reicht von Juni bis September.
Die fast kugeligen Teilfrüchte weisen einen Durchmesser von etwa einem Millimeter auf.
Die Chromosomenzahl beträgt 2n = 30.

## Verwendung und Anbau

### Allgemeines

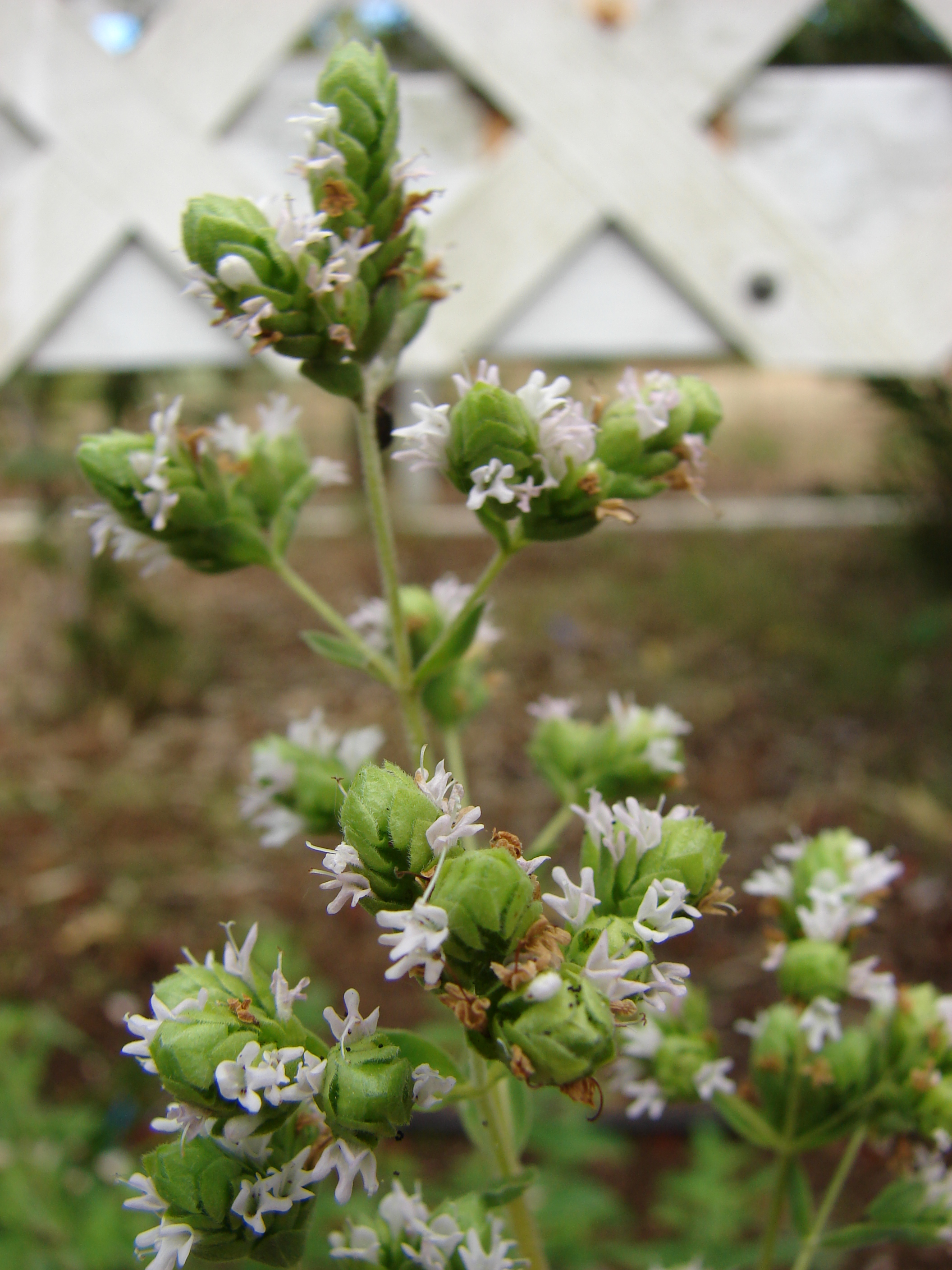
Majoran (Origanum majorana)

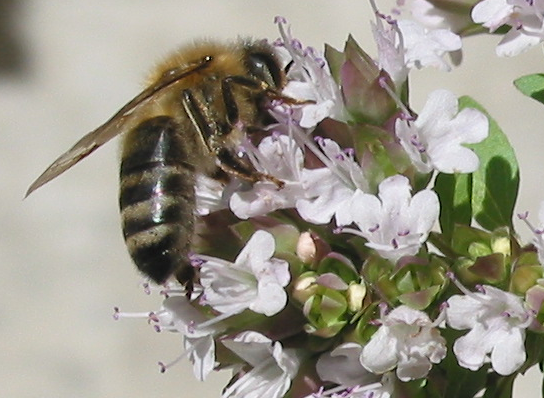
Eine Honigbiene auf einer Majoran-Blüte

Majoran ist sehr würzig und hat einen hohen Anteil an ätherischen Ölen.
Die Blätter werden frisch oder getrocknet zum Würzen von Kartoffelgerichten, Suppen (Kartoffelsuppe), Soßen, Würsten, Hülsenfrüchten verwendet. Zum Trocknen werden die ganzen Stängel geerntet, deshalb enthält getrockneter Majoran Blätter, Stängel, Knospen und Blüten.
Die Ernte sollte vor der Blüte erfolgen (Blütezeit: Juni bis September). Der Standort der Pflanzen sollte am besten sonnig sein. Es gibt Sorten, die im deutschsprachigen Raum als einjährige Pflanzen gezogen werden; diese sind am aromatischsten. Sorten, die im deutschsprachigen Raum winterhart sind, sind weit weniger aromatisch.
Majoran gehört mit einer Anbaufläche von 500 bis 600 ha nach der Blattpetersilie zu den bedeutendsten in Deutschland kultivierten Gewürzpflanzen. Aufgrund der günstigen Standortbedingungen liegt traditionell der Schwerpunkt des deutschen Majorananbaus in der Region nördlich des Harzes um Aschersleben in Sachsen-Anhalt.
Ein Verwandter des Majorans, der Syrische Oregano (Origanum syriacum) wird in Westasien, so in Israel, Jordanien und Libanon, zum Kochen und Grillen verwendet. Dort wird das Kraut Zahtar, Zaatar oder Za'tar genannt. Zahtar ist wesentlich aromatischer als europäischer Majoran und mischt sich geschmacklich mit Oregano. In Gebieten, in denen dieses Kraut nicht verbreitet ist, wird der Name aber auch zur Bezeichnung anderer Würzkräuter benutzt. In Israel und Jordanien wird eine Gewürzmischung hergestellt, die ebenfalls Zahtar genannt wird (siehe Gewürzsumach). In Europa lässt sich dieser westasiatische Majoran etwa mit einer milden Sorte Thymian oder Bohnenkraut ersetzen.

### Kultur und Religion
Aphrodite, die Göttin der Liebe und Schönheit, bezeichnete Majoran als ein Symbol der Glückseligkeit. In Griechenland war es daher üblich, dass man frisch verheirateten Paaren Girlanden aus Majoran um den Hals legte. Hymenaios, der griechische Gott der Hochzeit, wurde oft mit einem Majorankranz dargestellt.

## Herkunft
Majoran (lateinisch majorana) oder maiorana stammt aus Kleinasien oder Zypern. Seine Heimat ist das Mittelmeergebiet. Da es sich um ein beliebtes Gewürz handelt, wird er heute nicht nur in Mittelmeerländern, sondern auch in Mittel- und Osteuropa angebaut; gute Qualität setzt allerdings ein ziemlich warmes und mediterranes Klima voraus.

## Standorte und Verbreitung in Mitteleuropa
Majoran braucht locker-steinige, flachgründige Lehmböden in Lagen mit Mittelmeerklima oder mit sehr milden Wintern und sehr warmen Sommern.
In Mitteleuropa wird er gelegentlich als Heil- und Gewürzpflanze angebaut und verwildert vereinzelt, aber immer unbeständig. Die ökologischen Zeigerwerte nach Landolt et al. 2010 sind in der Schweiz: Feuchtezahl F = 2 (mäßig trocken), Lichtzahl L = 4 (hell), Reaktionszahl R = 3 (schwach sauer bis neutral), Temperaturzahl T = 5 (sehr warm-kollin), Nährstoffzahl N = 3 (mäßig nährstoffarm bis mäßig nährstoffreich), Kontinentalitätszahl K = 1 (ozeanisch).

## Inhaltsstoffe
Neben ätherischem Öl enthält die Majoranpflanze Flavonoide, Gerbstoffe, Bitterstoffe, Glykoside, Rosmarinsäure und Ascorbinsäure.
Der Gehalt an ätherischem Öl hängt stark von Boden, Klima und Jahreszeit ab und kann zwischen 0,7 und 3,5 % schwanken, am höchsten ist er zwischen Blühbeginn und Vollblüte. Die Hauptaromakomponente ist ein bicyclischer Monoterpenalkohol, ‚cis‘-Sabinenhydrat (max. 40 %); weiter kommen α-Terpinen, 4-Terpineol, α-Terpineol, 4-Terpinenylacetat und 1,8-Cineol in merklichen Mengen vor. Phenole, die im verwandten Oregano charakterbestimmend sind, fehlen im Majoran völlig.
Durch Destillation mit Wasser kann man das dünnflüssige, gelblichgrüne oder hellgelbe, durchdringend riechende und gewürzhaft mild schmeckende Majoranöl (lateinisch früher Oleum sampsuchinum genannt) gewinnen; es besteht hauptsächlich aus Terpinenen.

## Systematik
Origanum majorana wurde 1753 von Carl von Linné in Species Plantarum, 2, S. 590 erstveröffentlicht. Synonyme für Origanum majorana L. sind Majorana majorana (L.) H.Karst. und Majorana hortensis Moench.